# Khamtai Siphandon
Khamtai Siphandon (Champasak, 8 de fevereiro de 1924 – Vientiane, 2 de abril de 2025) foi um político laociano, que exerceu o cargo de presidente do Laos entre 24 de fevereiro de 1998 e 8 de junho de 2006, sob escolha do Partido Popular Revolucionário do Laos, de caráter socialista. Além disso, foi membro do Partido Comunista da Indochina em 1954 e liderou o Pathet Lao, movimento político e nacionalista.

## Início da vida
Siphandon vem de uma família de camponeses do extremo sul do Laos. Seu primeiro trabalho foi como carteiro. Ele se juntou ao movimento de libertação nacional Lao Issara após o fim da Segunda Guerra Mundial, que defendia a independência do Laos e contra o retorno da administração do protetorado francês. Antes que os franceses recuperassem o controle de Savannakhet em março de 1946, Siphandon confiscou todo o fundo provincial (150.000 piastras). Ele se tornou um oficial do braço armado do movimento e em 1948 seu representante para o sul do Laos. Após a divisão de Lao Issara em 1950, ele se juntou ao Pathet Lao, apoiado pelos pró-vietnamitas.
Em 1954, tornou-se membro do Partido Comunista da Indochina, Partido do Povo do Laos em 1955, de cujo comitê central ele era desde 1957. Ele era considerado um confidente próximo do primeiro secretário-geral Kaysone Phomvihane. Em 1962, ele se tornou seu sucessor como chefe do Estado-Maior das unidades armadas do Pathet Lao. Em 1966, ele se tornou comandante-chefe do resultante "Exército de Libertação do Povo do Laos", que lutou com o apoio do Vietnã do Norte na guerra civil do Laos contra as tropas reais. Em 1972 ele ascendeu ao Politburo do PPRL.

## Carreira política
Após a aquisição comunista em 1975, ele se tornou Ministro da Defesa e Vice-Presidente do Conselho de Ministros. Ele ocupou este cargo por 16 anos. Depois de Kaysone e Nouhak Phoumsavanh, ele pertencia ao 5º congresso do partido em 1991, número três na liderança do partido. Em 15 de agosto de 1991, ele se tornou o sucessor de Kaysone como sucessor. Após a morte do antigo líder do partido Kaysone, em 1992, Siphandon subiu ao topo do partido estadual LPRP.
Ele era o comandante militar da rebelião Pathet Lao. Com a tomada do governo do Laos em 1975, ele se tornou ministro da defesa, comandante do exército e vice-primeiro-ministro. Com a criação de uma república presidencial em 1991, ele se tornou primeiro-ministro, sucedendo ao líder do partido Kaysone Phomvihane, que se tornou presidente. Siphandon tornou-se líder do partido com a morte de Kaysone, e sucedeu Nouhak Phoumsavanh como presidente em 1998. No 8º Congresso do Partido em 2006, ele se tornou conselheiro do Comitê Central do LPRP.
Siphandon permaneceu como líder do partido até 21 de março de 2006, quando foi substituído por Choummaly. Como esperado, ele deixou o cargo de presidente logo após as eleições de 30 de abril de 2006 para a Assembleia Nacional.

## Morte
Khamtai morreu no dia 2 de abril de 2025, aos 101 anos, em sua residência na cidade de Vientiane, capital do Laos.